# Élévation de la Croix
La fête de l'Élévation de la Croix est célébrée le 14 septembre de chaque année par les Églises orthodoxes. Cette fête commémore la redécouverte de la Croix du Calvaire et sa restitution à l'adoration des fidèles. Elle équivaut à la fête de l'Exaltation de la Croix dans l'Église latine, célébrée le même jour.

## Historique
Selon la tradition, on venait de retrouver, à Jérusalem, à l’époque de l’empereur Héraclius, la sainte Croix sur laquelle le Christ avait été crucifié. Sainte Hélène, la mère de Constantin, l’avait déjà découverte une première fois. Lors de sa redécouverte, le patriarche de Constantinople, Serge, venu à Jérusalem, présenta la Croix au peuple dans le temple de la Résurrection. Tout le peuple tomba alors à genoux en s’écriant : « Seigneur, aie pitié ! Seigneur aie pitié ! » Depuis lors, chaque année, le 14 septembre, on élève la Croix dans l’église et le peuple, de même, se prosterne en criant : « Seigneur, aie pitié ! »

## Préparation
Le dimanche qui précède l'Élévation de la Croix, on lit le passage de l’Évangile de Jean 3,13-17. Jean y évoque un événement raconté dans l’Exode, où est préfiguré le mystère de l’élévation de la Croix. Les Juifs, ayant traversé la mer Rouge et marché longuement à travers le désert s’étaient découragés et murmuraient contre Moïse : « N’aurait-il pas mieux valu que nous restions en Égypte où, au moins, nous avions à manger, plutôt que de périr dans le désert ? » Dieu envoya alors la plaie des serpents : de toutes les pierres du désert jaillissaient des serpents vénéneux qui mordaient le peuple ingrat. Dieu dit à Moïse : « Fabrique un serpent d'airain, mets-le sur un bois et élève le bois. Quiconque regardera le serpent d'airain sera sauvé des serpents. » Moïse fabriqua le serpent d'airain, le mit sur un bois et l’éleva dans le désert ; et le peuple regarda le serpent d'airain avec foi, criant : « Seigneur, aie pitié ! » Tous ceux qui firent ainsi furent sauvés de la morsure des serpents. Jean voit dans cet événement de l’Ancienne Alliance la préfiguration du mystère de la Croix. C’est pourquoi il nous dit : « Comme Moïse éleva le serpent dans le désert, il faut de même que le Fils de l’Homme soit élevé », élevé sur la Croix, « afin que quiconque croit en Lui ait la vie éternelle ».

## Hymnographie
Tropaire (ton 1)
Seigneur, sauve ton peuple, et bénis ton héritage, 

accorde à tes fidèles victoire sur les ennemis 

et sauvegarde par ta Croix les nations qui t’appartiennent.
Kondakion (ton 4)
Toi qui souffris librement d'être exalté sur la Croix, 

au nouveau peuple appelé de ton Nom 

accorde ta bienveillance, ô Christ notre Dieu, 

donne force à tes fidèles serviteurs, les protégeant de toute adversité : 

Que ton alliance leur soit une arme de paix, un invincible trophée !